# 레오폴도 루케
레오폴도 하신토 루케(스페인어: Leopoldo Jacinto Luque, 1949년 5월 3일 ~ 2021년 2월 15일)은 은퇴한 아르헨티나의 축구 선수이다. 포지션은 스트라이커였다.
그는 1972년부터 1984년까지 여러 팀에서 뛰었다. 로사리오 센트랄에서 공식적인 데뷔전을 가졌고, 우니온 데 산타페, 리버 플레이트, 라싱 클루브와 차카리타 주니어스에서 뛰었다. 그는 브라질 팀인 산투스 FC에서 뛰기도 했다. 1978년에는 월드컵에 출전하여 4골을 넣었다. 그는 토너먼트 기간 동안 그의 형제가 교통 사고로 사망하기도 하고, 왼쪽 팔꿈치에 부상을 입기도 했다. 그러나 그는 마지막 3경기에 출전했고, 아르헨티나의 우승을 도왔다. 그는 1984년 텍스틸 만디유에서 은퇴하였다.
그는 아르헨티나 축구 국가대표팀의 일원으로서 활약하기도 했는데, 45경기에 나와 22골을 넣었다.
2021년 2월 15일, 코로나19 합병증으로 사망하였다.